# Ancyloscelis wheeleri
Ancyloscelis wheeleri är en biart som först beskrevs av Cockerell 1912.  Ancyloscelis wheeleri ingår i släktet Ancyloscelis och familjen långtungebin. Inga underarter finns listade i Catalogue of Life.